# Coppa del Generalissimo 1945 (hockey su pista)
La Coppa del Generalissimo 1945 è stata la 2ª edizione della principale coppa nazionale spagnola di hockey su pista. Il torneo ha avuto luogo dall'11 marzo al 1º aprile 1945.
Il trofeo è stato vinto dall'Unión Barcellona per la prima volta nella sua storia superando in finale il Girona.

## Squadre qualificate
- Atlético Madrid
- Cerdanyola
- Delicias
- Deportivo

- Girona
- Palma
- SEU Valencia
- Unión Barcellona

## Risultati

### Quarti di finale
Le gare di andata furono disputate l'11 marzo; le gare di ritorno furono disputate il 18 marzo 1945.
| Squadra 1       | Totale | Squadra 2        | Andata | Ritorno |
| --------------- | ------ | ---------------- | ------ | ------- |
| Cerdanyola      | 22 - 8 | SEU Valencia     | 15 - 5 | 7 - 3   |
| Palma           | 5 - 17 | Girona           | 3 - 7  | 2 - 10  |
| Delicias        | 8 - 20 | Unión Barcellona | 4 - 8  | 4 - 12  |
| Atlético Madrid | 7 - 12 | Deportivo        | 4 - 5  | 3 - 7   |

### Semifinali
| Squadra 1     | Risultato | Squadra 2        |
| ------------- | --------- | ---------------- |
| 30 marzo 1945 |           |                  |
| Cerdanyola    | 4 - 5     | Unión Barcellona |
| Girona        | 16 - 1    | Deportivo        |

### Finale
| Reus 1º aprile 1945 | Unión Barcellona | 2 – 1 | Girona |  |